# Pradosia granulosa
Pradosia granulosa är en tvåhjärtbladig växtart som beskrevs av João Murça Pires och Terence Dale Pennington. Pradosia granulosa ingår i släktet Pradosia och familjen Sapotaceae. IUCN kategoriserar arten globalt som sårbar. Inga underarter finns listade i Catalogue of Life.